# Szaunisi
Szaunisi (także Shawnee, Szawnisowie lub Szawanezi; ang. Shawnee) – jedno z najważniejszych historycznie plemion grupy algonkińskiej Indian Ameryki Północnej, pierwotnie żyjące na zalesionych obszarach dzisiejszych stanów: Karoliny Południowej, Tennessee, Pensylwanii i Ohio. Oryginalna nazwa Ishanibe oznacza Pierwszych Ludzi, w innych językach brzmiała Szawano, Sawannuka lub Sawanna (ang. Savannah). Są znani głównie z walk w obronie doliny rzeki Ohio przed białymi osadnikami i z imienia swojego wodza Tecumseha.
W pierwszym okresie kolonizacji sprzymierzyli się z Francuzami i walczyli po ich stronie przeciwko Brytyjczykom. Pod wodzą Pontiaka brali udział w oblężeniu Detroit i przez następne czterdzieści lat stawali przeciwko Anglikom, a potem Amerykanom. Od roku 1795 ich wódz, Czarne Kopyto, starał się utrzymywać pokój z białymi. Jednak później część Szaunisów przyłączyła się do Krików i Czirokezów z południa, rozpoczynając walki na terenie dzisiejszego stanu Indiana. Ta część plemienia należała do zgrupowanych wokół „proroka” o imieniu Tenskwatawa (brata Tecumseha) przeciwników pokoju z Amerykanami, którzy zostali pokonani w roku 1811 przez generała Williama Henry’ego Harrisona w bitwie pod Tippecanoe.
W 1812 Szaunisi pod wodzą Tecumseha stanęli raz jeszcze po stronie Anglików, ale po jego śmierci w bitwie 5 września 1813 roku nad rzeką Thames w Kanadzie skapitulowali i przyjęli warunki pokojowe.
Przez następne dekady byli spychani na zachód. Jeszcze przed powstaniem stanu Kansas przydzielono im ziemie na obszarze późniejszego Terytorium Kansas (w ramach Terytorium Indiańskiego, to jest ziemie na zachód od rzeki Missisipi).
Dzisiaj część Szaunisów mieszka w rezerwatach w stanie Oklahoma, a pozostali – w różnych częściach Stanów Zjednoczonych. Ich imię – często w zniekształconej formie – noszą:
- miasto i rzeka Savannah w stanie Georgia,
- miasta Shawnee w stanach Kolorado, Kansas, Ohio, Tennessee i Wyoming,
- miasto Shawnee on Delaware w stanie Pensylwania,
- miasto Shawano w Wisconsin,
- miasta Shawnee Town w stanach Illinois i Missouri.

## Znani Szaunisi
- Link Wray